# Xã Macon, Quận Bureau, Illinois
Xã Macon (tiếng Anh: Macon Township) là một xã thuộc quận Bureau, tiểu bang Illinois, Hoa Kỳ. Năm 2010, dân số của xã này là 208 người.